# De Windotter
De Windotter is de naam van de ronde stenen wal- en stellingmolen die in 1732 in IJsselstein, provincie Utrecht, is gebouwd. De molen staat op de zuidwestzijde van de stadswal van IJsselstein. De molen was van oorsprong een dwangmolen, een molen waar de boeren uit de omgeving verplicht waren hun graan te laten malen. Tevens werd er met het maal- of scheploon belasting geheven.

In 1881 werd in een bijgebouw een stoommachine geplaatst, om ook bij windstil weer toch te kunnen malen.
De hoogte van de stelling (balie, galerij of gaanderij) van de Windotter bedraagt 6,7 meter. De molen heeft een gevlucht van 26 meter. De Windotter is een van de grootste korenmolens van Nederland. 
De laatste molenaar, B. van Woerden, verkocht de molen in 1918. Gedeeltelijke sloop van kap, gaande werk en wiekenkruis (het gevlucht) volgde. Tot 1978 werd de molen gebruikt als woning en opslag van brandstoffen. Gemeente IJsselstein kocht in 1984 het restant en liet vervolgens de molen restaureren (1987).
Sindsdien is de Windotter, eigendom van de Stichting 's-Herenkorenmolen te IJsselstein, volledig in bedrijf. De molen draait zeker vijf dagen per week, waardoor er volop gelegenheid is voor bezichtiging door bijv. individuele toeristen en groepen, zoals schoolklassen. De producten van de Windotter worden afgenomen door bakkers, restaurants, groothandels en thuisbakkers. Naast de molenwinkel is er de theekoepel. Deze is tot een aantal van 10 personen voor allerlei gelegenheden te reserveren.